# مراد الخامس
مراد الخامس (21 سبتمبر 1840 - 29 أغسطس 1904) هو خليفة المسلمين الخامس بعد المائة، وسلطان العثمانيين الثالث والثلاثين والخامس والعشرين من آل عثمان الذين جمعوا بين الخلافة والسلطنة (30 مايو 1876 - 31 أغسطس 1876). هو أخ كلٍّ من: السلطان عبد الحميد الثاني والسلطان محمد الخامس والسلطان محمد السادس، استولى على العرش بعد خلع عمه عبد العزيز الأول في مايو 1876 وخلفه أخوه السلطان عبد الحميد الثاني، ومكث في السلطة ثلاثة أشهر فقط حين خلعه وزراءه وسائر رجال الدولة في آخر أغسطس 1876 بعد أن طرأ اختلال في قواه العقلية وأصابه الجنون، وبويع أخوه الأصغر عبد الحميد الثاني بالسلطنة ، ونقل مراد الخامس إلى قصر جراغان حيث تابع حياته فيها كسلطان سابق حتى وفاته عام 1904. كان ينتسب للمنظمة الماسونية التي انتعش محفلها داخل الدولة بعد وصوله إلى الحكم خلال فترة حرجة سياسيًا واقتصاديًا في الدولة و بعد إعلان إفلاسها، ولعلّ إغتيال عمّه السلطان عبد العزيز أحد أبرز أحداث سلطنته القصيرة.

## حياته

### نسبه
هو مراد الخامس بن عبد المجيد الأول بن محمود الثاني بن عبد الحميد الأول بن أحمد الثالث بن محمد الرابع بن إبراهيم الأول بن أحمد الأول بن محمد الثالث بن مراد الثالث بن سليم الثاني بن سليمان القانوني بن سليم الأول بن بايزيد الثاني بن محمد الفاتح بن مراد الثاني بن محمد الأول جلبي بن بايزيد الأول بن مراد الأول بن أورخان غازي بن عثمان بن أرطغرل.

### النشأة
ولد السلطان مراد الخامس في 21 سبتمبر 1840 وعيّن له السلطان عبد المجيد الأول فريقًا بارزًا من كبار أساتذة الدولة لتعليمه، فكان أدهم باشا والذي تولى الصدارة العظمى لاحقًا أستاذه في اللغة الفرنسية، كما درس الأدب الفرنسي والأدب التركي على يد الأستاذ عمر أفندي والذي علمه أيضًا فنون البلاغة والخطابة في التركية، إلى جانب ميل مراد نحو الكتابة والتأليف بها. وكان له ميل أيضًا نحو الشعر والموسيقى التي تعلمها على يد غواتلي باشا ولومباردي بك وكلاهما إيطاليان، وللسلطان عدة مقطوعات على البيانو من تلحينه احتفظ بها غواتلي باشا ولكنها لم تنشر. يصنف السلطان مراد عمومًا أنه «رجل رومانسي» وبحسب بعض الشهادات أنه كان يصاب «بذهول وكآبة يستسلم فيها ساعات من الزمن إلى الحزن والتفكير». وخلال مرحلة شبابه اهتمّ بالعمارة والبناء إلى جانب اهتمامه بالأدبين الفرنسي والتركي والموسيقى، وأنفق مبالغ طائلة في بناء القصور، سيّما فصره في كوربغه لي دره، الذي هدمه وأعاد بناءه عدة مرات.

### ولاية العهد
بشكل عام، فإن الحياة المستقرة قد انقلبت بعد وفاة السلطان عبد المجيد واستلام عبد العزيز الأول الحكم، إذ لم تكن علاقة عبد العزيز بابن أخيه وولي عهده جيدة للغاية، ووضعه مع أشقاءه قيد الإقامة الجبرية في قصر طولمة بهجة، ثم نقله إلى قصر كوربغه لي دره وقطع علاقته بإسطنبول نهائيًا، وخلال زيارة السلطان عبد العزيز الأول إلى أوروبا اصطحب معه ابنه وابني أخيه مراد وعبد الحميد ضمن الحاشية المرافقة، وقد نال الأمير مراد شهرة في أوساط أوروبا لثقافته العالية وإجادته الفرنسية وقدرته على العزف على الآلات، حتى عبر نابليون الثالث والإمبراطور غليوم صراحة عن إعجابهم بولي العهد ما سبب «حنقًا وغضبًا» لدى عبد العزيز. بعد العودة إلى الدولة، شدد عبد العزيز مراقبة الأمير مراد ومنعه من الخروج سيرًا على الأقدام وسمح له بالتنزه في عربة مغلقة لايراه منها الناس، مع إذن مسبق في كل مرة يود الخروج فيها، ثم عمد إلى تخفيض مستحقاته المالية فاضطر الأمير إلى الاستدانة والاتجاه إلى المرابين.
من أصدقاء الأمير مراد كان محامي فرنسي يقطن في أوغلي بك، ونقل عدد من المؤرخين أن الأمير طلب من المحامي أن يضع له هيكل دستور للدولة لاعتماده حين يصبح سلطانًا؛ كما نقل عن مذكراته خلال فترة ولاية العهد أنه كان يفكر في إلغاء وظيفة آغاوات الحريم ونشر المعارف بين طبقات النساء وإلغاء الأسر والرق، وأنه أراد بدء إصلاح الدولة من السلك التعليمي:
| مراد الخامس | إن طلاب المدارس، المسلمين والمسيحيين وحتى الوثنيين إن وجدوا، يجب أن يجلسوا معًا في المدرسة على مقعد واحد، فيعتادون منذ نعومة أظفارهم حياة الأخوة والائتلاف فلا يعودون ينظرون فيما بعد إلى بعضهم البعض، نظرة العدو اللدود. | مراد الخامس |

### السلطنة والملك

#### توليته
نشأ في الدولة نتيجة سوء إدارة السلطان عبد العزيز حزب من الوزراء وعلماء الدين وسائر كبار الموظفين من المدنيين والعسكريين، يطالب بخلعه بزعامة مدحت باشا بالاشتراك مع وزير الحربية حسين عوني باشا ذو السلطة الواسعة في الجيش، ولعل عدم إسناد السلطان منصب الصدر الأعظم لمدحت باشا كما طالب متظاهرو المعاهد الشرعيّة التي انطلقت أواخر أبريل العامل المباشر الأبرز الذي ساهم في نشوء الحزب ثم نمّوه وتقويه، وعمومًا فإن بين 12 مايو و30 مايو انضم خليل باشا ودوريش باشا وزراء الدولة في الحكومة إلى الحزب المذكور.
ولما أقيل محمود نديم باشا من الصدارة العظمى، رفع إلى السلطان مع كتاب استقالته نصيحة بنقل ثروته الخاصة إلى خارج الآستانة خوفًا من تكرر الاضطرابات الأمنية والاستيلاء عليها، وهو ما تم فعلاً إذ وبالتنسيق مع السفير الروسي بالآستانة نقلت أجزاء من ثروات السلطان بقوارب نحو روسيا؛ وبينما كان السلطان مشغولاً بإخراج ثروته الخاصة، كان مدحت باشا وأعضاء حزبه يقنعون شيخ الإسلام خير الله أفندي بمحاسن خلع السلطان، وبعد مفاوضات لم تطل إذ دامت يومين فقط، قبل شيخ الإسلام المفوّض قانونًا خلع السلطان إصدار فتوى خلع عبد العزيز، وأبلغ الصدر الأعظم قراره، فأعلن الصدر الأعظم انضمامه هو الآخر للحزب الرامي عزله «رغم أنه لم يمض على حلفانه يمين الإخلاص للسلطان سوى أيام»، في الوقت نفسه عمد الصدر الأعظم لإقناع السلطان بتعيين مدحت باشا وزيرًا للدولة بهدف التخلص من «معارض قوي» فأصدر السلطان فرمانًا بذلك، ثم طالبه بالتنازل عن جزء من ثروته لدفع رواتب الجيش المتأخرة لعجز الميزانية عن ذلك - وقال أنها مطالب محتجي الآستانة - فرفض السلطان، وفي اليوم التالي أبلغ الصدر الأعظم أنه ينوي إغلاق المعاهد الدينية ونفي طلابها خارج الآستانة، فاستصوب الصدر رأيه. فقرر الحزب المنادي بالخلع تقريب موعد تنفيذ العملية وحدد في 30 مايو واتفقوا مع سفيري إنجلترا والنمسا، وأعلم الأسطول الإنجليزي بالتدخل لإنقاذ قادة الانقلاب في حال حصل أي طارئ.
مساء الاثنين 29 مايو 1876 توجه سليمان باشا رئيس المدرسة الحربية في الآسانة ومعه رديف باشا إلى ثكنات الجيش في كموش صوي وطاش قشلة كما توجه أحمد باشا إلى الأسطول العثماني، وأصدر سليمان باشا أمر احتلال طريق بشكطاش المؤدية والحدائق المحيطة بقصر دولمة بهجة، وفي الوقت نفسه أغلق الأسطول حركة القوارب في البحر قطعًا للمواصلات بين القصر والبحر، وبعد اشتباكات خفيفة مع مخافر الحرس السلطاني سلّم هؤلاء سلاحهم، وربما كان التهديد بقصف القصر من البحر عاملاً أساسيًا في ذلك. وعلى هذه الشاكلة غدا اليلطان محاصرًا، ويذكر أن طلاب المدرسة الحربية الذي احتلوا الطريق إلى القصر وحدائقه لم يكونوا يعرفوا ما يقوموا بفعله إلى أن خطب فيهم سليمان باشا وبرر الفعل بتبذير السلطان وإطلاقه يد روسيا في شؤون الدولة.
في الساعة الثالثة من فجر الثلاثاء، دخل سليمان باشا ومعه ثلة من الضباط إلى قصر جراغان حيث كان يقيم الأمير مراد ليخبروه بارتقائه العرش، ونقلوه إلى مبنى وزارة الحربية حيث كان الوزراء في انتظار «الخليفة الجديد»، وبعد وصوله وأمام الوزراء وكبار الضباط ونقيب الأشراف وشريف مكة قرأ شيخ الإسلام فتوى خلع السلطان، وبعد أن تمت قراءة الفتوى أطلقت المدفعية مائة طلقة وطلقة معروفة باسم «مدافع الجلوس» وسار المنادين في شوارع الآستانة يخبرون بحادثتي الخلع والارتقاء، وقيل أن سكان الآستانة قد ابتهجوا بهذا الانقلاب، ولم يأسف أحد على خلع السلطان لا في الداخل ولا في الخارج عدا قيصر روسيا وسفيره في الآستانة، وعمومًا فإن القول مبالغ فيه، إذ كان للسلطان أنصاره في الدولة.
فرمان السلطان الأول وجهه إلى الصدر الأعظم محمد رشدي باشا بتثبيته في منصبه مع جميع الوزراء. ناقش السلطان في هذا الفرمان سياسته العامة التي كان يود انتاهجها في الدولة، فقال أنه يود تقييد إدارة الدولة بقوانين واضحة تناسب أصول المجتمع، ومنح الحرية بدون استثناء لجميع المواطنين وقال أن الدولة ستضمن لهم الترقي؛ كما منح السلطان من خزينته الخاصة ستين ألف كيس لدعم خزينة الدولة المتهالكة وكذلك تنازل عن عوائد بعض المصانع التي كانت تابعة مباشرة للباب العالي. السلطان أكد التزامه بالسلم الأهلي وبالمعاهدات الدولية والمواثيق التي تربطه مع «جميع الدول المتحابّة».

#### وفاة عمه السلطان المخلوع
قام رديف باشا بإبلاغ السلطان عبد العزيز نبأ خلعه بعد مبايعة مراد الخامس، وكان عبد العزيز قد استيقظ بعد أن سمع مدافع الجلوس، وقد اعتراه القلق لظلنه أن المدافع تطلق على «العدو» وأن حربًا قد نشبت في إسطنبول، ولم يبد عبد العزيز أي مقاومة بعد أن رأى الجند يحاصرون القصر؛ وقد غادر عبد العزيز القصر إلى قصر الباب العالي، بزورق يرافقه اثنين من أولاده هما يوسف عز الدين ومحمود جلال الدين، وتبعته زوارق أخرى تحمل أمه ونساءه وجواريه وخدمه، وفي أعقاب مغادرته القصر اتجه موكب مراد الخامس من مبنى وزارة الحربية إلى قصر دولمة بهجة.
قضى السلطان في قصر الباب العالي ثلاثة أيام، ثم أرسل إلى مراد الخامس رسالة يطلب فيها نقله لقصر جراغان لكونه لا يحب قصر الباب العالي، فأجابه السلطان الجديد لطلبه. ويقول الكونت دي كيراتيري في كتابه «تاريخ السلطان مراد الخامس» أن عبد العزيز أصيب بحالة من الذهول وكان يطيل التأمل والتفكير مع إطلاق شتائم بحق حسين عوني باشا؛ بعد أربع أيام من خلعه، وبحسب الرواية الأولى فإن السلطان قطع بمقص طلبه لتشذيب لحيته عروق يده اليمنى فنزف الدم لمدة لا تقل عن عشرين دقيقة أدت لوفاته، وأكدت التحقيقات الرسميّة التي جرت أن سبب الوفاة هو الانتحار. الرواية الثانية تقول أن حسين عوني باشا ورديف باشا تخوفا من عودة السلطان المخلوع، فأرسلا أربع رجال إلى القصر، وهو نائم فثبتوه في مكانه، ثم قام أحدهم بأخذ مقص كان بالقرب منه وقطع عروق السلطان، ثم اتهم مدحت باشا خلال عهد عبد الحميد الثاني بذلك، وأمر السلطان بقتله فقتل في الطائف عام 1883.

#### خلعه
في 16 يونيو 1876 قام «شركس حسن» (بالتركية: Çerkess Hassan) أحد أعيان الشراكسة المقيمين في إسطنبول ومن المقربين من السلطان المخلوع عبد العزيز الأول بإطلاق النار على وزير الحربية حسين عوني باشا بعد أن أصدر الأخير قرارًا بنقله إلى بغداد لكونه من المقربين ليوسف عز الدين نجل عبد العزيز. كان حسن باشا قد رفض قرار النقل ثم عاد وقبل به غير أنه وقبل أن يسافر اتجه إلى منزل مدحت باشا حيث كان الوزراء في اجتماع، وطعن حسين عوني باشا وزير الحربية بعدة طعنات بالخنجر أردته قتيلاً، كما أطلق الرصاص على محمد راشد باشا وزير الخارجية فقتله، وأخيرًا تمكن أحمد باشا قيصرلي من جرح حسن باشا ثم اعتقاله من قبل حرس القصر، وحوكم في المساء ذاته محاكمة عسكرية وأُعدم في صباح اليوم التالي في اسطنبول، ولم يُبد خلال محاكمته أي أسف على قتله وزيري الحربية والخارجية واتهمها بقتل السلطان عبد العزيز.
في أعقاب هذه الحادثة، بدأت إمارات التعب العصبي تظهر على السلطان، حتى وصلت درجة لم يعد معها يقوى على التمييز بين الوزراء، وأخذ يتهم نفسه بقتل عمّه السلطان عبد العزيز؛ واضطر الصدر الأعظم تأجيل مراسم تسلم السيف السلطاني في جامع أبو أيوب الأنصاري وهي عادة كل سلطان عثماني منذ فتح إسطنبول، كما أجل مراسم استقبال السفراء الأجانب لتقديم أوراق اعتمادهم وفق الأصول الدبلوماسيّة. في الأيام التالية، اشتدّ المرض على السلطان واستدعي له طبيب نمساوي خبير في الشؤون العصبيّة هو ليدزوروف، فأشار إلى استحالة شفائه من الانهيار العصبي الذي ألمّ به.
فاوض الوزراء أخي السلطان عبد الحميد الثاني حول خلع أخيه وتقليده مهام السلطنة، لكنه آثر التريث عسى أن يشفى. غير أن حالته لم تتحسن، فاجتمع الوزراء والأعيان وشيخ الإسلام خير الله أفندي في 31 أغسطس وخلع في الجلسة السلطان مراد وبويع أخاه. وقد نقل السلطان مراد بعد الخلع إلى قصر جراغان حيث أقام حتى وفاته عام 1904، كان خلالها قيد الإقامة الجبريّة واعتزل الحياة العامة، بيد أنه تزوج خلالها خمس مرات.

## زوجاته
تزوج السلطان تسعة مرات، المرة الأولى في 2 يناير 1857 في إسطنبول من السلطانة إليريو الجورجية الأصل، وأنجب منها 12 ولدًا؛ وفي 4 فبراير 1859 السلطانة رفتار يديل الأذرية الأصل، وزواجه الثالث كان في 5 فبراير 1869 من السلطانة القوقازية ساهان؛ وكان زواجه الرابع في 8 يونيو 1874 في السلطانة الجورجية ميرفت وفي 2 نوفمبر 1877 من السلطانة الجورجية رزان هيسكي، وتزوج لاحقًا خمس زيجات أخرى

## وصلات خارجية
- مراد الخامس على موقع الموسوعة البريطانية (الإنجليزية)
- مراد الخامس على موقع ميوزك برينز (الإنجليزية)
- مراد الخامس - موسوعة كولير. (بالإنجليزية)
- مراد الخامس - هدى الإسلام.

| سبقه عبد العزيز الأول | خليفة المسلمين وسلطان العثمانيين مايو 1876 - أغسطس 1876 | تبعه عبد الحميد الثاني |